# Культура Никарагуа
Культура Никарагуа — культура, сформировавшаяся на территории Никарагуа. Исторически восходит к культуре местных племён, но испытала сильное влияние британской и испанской культур в период колониализма.  

## Культура
Запад Никарагуа являлся колонией Испании и, следственно, имеет ту же культуру, что и другие испаноговорящие американские страны. На востоке страны же господствовал британский протекторат и культура схожа с культурой бывших британских колоний Карибского бассейна, таких как Ямайка, Белиз, Каймановы острова и др.

## Языки
Официальным языком в Никарагуа является испанский. Никарагуанский испанский  — это национализированный вариант языка, на котором говорят в общей сложности около 7 миллионов человек. 
| Язык                  | Количество носителей |
| Испанский             | 4 347 000            |
| Мискито               | 154 400              |
| Креольский английский | 30 000               |
| Английский            | 20 334               |
| Китайский             | 7 000                |
| Суму                  | 6 700                |
| Жестовый язык         | 3 000                |
| Гарифуна              | 1 500                |
| Арабский              | 400                  |
| Раму                  | 24                   |

## Религия
Согласно Конституции Республики Никарагуа — государство является светским и нет официальной религии, где провозглашается свобода вероисповедания. Около 60% населения являются католиками, и римско-католическая церковь имеет политическое влияние. Неверующие и не исповедующие какой-либо религии составляют больше 15 %.
| Религия                   | Количество населения | %    |
| Христианство              | 3 751 269            | 82,6 |
| Католицизм                | 2 652 985            | 58,5 |
| Евангельское христианство | 981 795              | 21,6 |
| Моравская церковь         | 73 902               | 1,6  |
| Протестантизм             | -                    | -    |
| Свидетели Иеговы          | 42 587               | 0,9  |
| Другие религии            | 74 621               | 1,6  |
| Неверующие                | 711 310              | 15,7 |

## См.также
- Никарагуанский испанский
- Никарагуанский жестовый язык  - Медиафайлы на Викискладе

## Внешние ссылки
- Культура Никарагуа